# Marguerite de Salins
Marguerite de Salins, (vers 1190 – 1259), dite aussi Marguerite de Vienne, est la fille de Gaucher IV de Mâcon et de Mathilde Ire de Bourbon.

## Biographie
Elle suivait sa mère, lors de la séparation de ses parents en 1196, laquelle se remariait avec Guy II de Dampierre. Voyant que Gaucher IV de Mâcon n'avait pas d'autres enfants de son second mariage, Guy II de Dampierre cherche à protéger Marguerite dans son héritage. Il faisait son choix sur Guillaume de Sabran. Guy veut remettre à Marguerite la part qu'elle a dans la baronnie de Bourbon du fait de sa mère — une baronnie ne se divisant pas lorsqu'il y a des enfants mâles —, Marguerite était donc dédommagée de 1 200 marcs d'argent pour sa part. Après le décès de son premier époux, Marguerite se remarie en 1221 avec Jocerand IV Gros de Brancion. Archambaud VIII de Bourbon leur remet 1 400 livres tournois afin que Marguerite renonce définitivement à ses droits sur la baronnie de Bourbon. Le second mari de Marguerite était issu d'une illustre maison de Bourgogne. En janvier/février 1225, celui-ci aliénait la seigneurie de Salins à Hugues IV de Bourgogne, duc de Bourgogne en raison des difficultés qu'il rencontrait face aux héritiers d'Alix de Dreux, veuve de Gaucher IV, et des enfants de Mathilde Ire de Bourbon. 

## Mariages et descendance
Elle épouse en premières noces en 1211 Guillaume de Sabran, (1181 - 1250), comte de Forcalquier, puis en 1221 Jocerand IV Gros, (? - 1250), sire de Brancion . 
Du premier mariage elle a :
- Guillaume, (? - après 1289), il épouse Marie, (? - 1274), fille d'Hugues des Baux et de Barrale de Marseille ;
- Gaucher, (? - après 1291), il épouse Cécile de Trets, fille de  Burgondion de Marseille et de Mabille d'Agoult.

Du second mariage elle a :
- Henry III Gros de Brancion, (? - 1260/65), chevalier, seigneur de Brancion et du château d'Uxelles ;
- Pierre, seigneur de Vifargent ;
- Aluis, (? - 1265/66).

## Sources